# よしもとミュージック

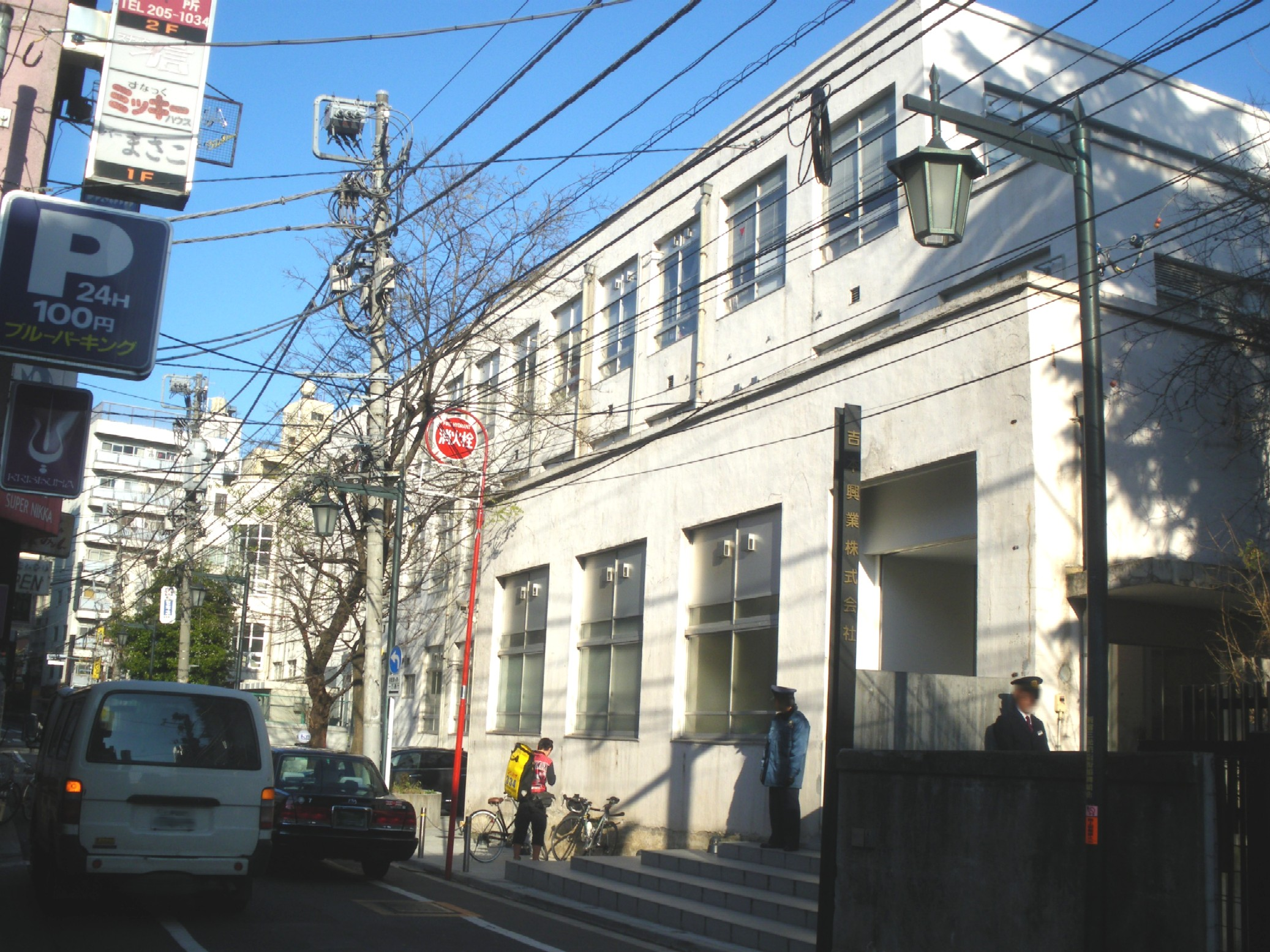
東京本社

株式会社よしもとミュージック（YOSHIMOTO MUSIC CO.,LTD.）は、大阪府大阪市中央区ならびに東京都新宿区に所在する日本のレコード会社・映像ソフト会社。吉本興業株式会社の完全子会社。

## 社歴
2001年5月24日に「株式会社アール・アンド・シー・ジャパン（R&C Japan.,Ltd.）」として設立。社名のRはレコード、Cはコンテンツを意味していた。
設立当初の英語表記は「R&C Japan Ltd.」であったが、その後「R and C Ltd.」に変更された。また、後述の社名変更の前から、ロゴの右下には「by YOSHIMOTO」と表示されていた。
2002年、当時吉本興業に所属していた小室哲哉が創業に関わった香港のRojam EntertainmentがYoshimoto America,Inc.（吉本興業の米国法人で連結子会社）から当社株式の80%を取得。2004年に吉本興業と連結子会社であるファンダンゴおよびフェイスがRojamをTOBによって共同買収し、吉本興業の実質子会社になると共に、Rojamが当社株式の残り20%を取得し、Rojamを介して吉本興業の関連会社となる。
その後、吉本興業の事業整理により、2007年3月にファンダンゴがRojamから全株式を取得。翌4月には吉本興業がファンダンゴから全株式を取得し完全子会社化している。同年10月1日に社名を「株式会社よしもとアール・アンド・シー（YOSHIMOTO R and C Co., Ltd.）」に変更。Rojamは2009年に吉本興業とフェイスが保有株式の95%を海外投資家へ売却し、小室哲哉とも関係がなくなっている。
吉本興業のグループ会社として設立された経緯から、同プロダクションに所属するアーティストの多くが所属する。吉本興業グループならではのプロモーション活動として、吉本興業が製作に関与した地上波向けテレビ番組（全国ネット・ローカルネット問わず）のほとんどにおけるエンディングテーマに当社が原盤権を保有する楽曲がミュージック・ビデオ毎使われる傾向にあり、大抵の場合楽曲がひっきりなしに入れ替わっている。
設立当初から2002年9月まで、東芝EMI（現：ユニバーサル ミュージック合同会社）に販売を委託していた。その後、2016年3月16日の発売商品分までコロムビアミュージックエンタテインメント（現：日本コロムビア）に委託。
2007年5月15日に2007年6月以降、映像作品の販売はアール・アンド・シー自社が直接行うとコロムビアミュージックエンタテインメントより発表。なお、映像作品のプレス製造、音楽商品の製造および販売委託については契約を継続する。2009年にコロムビアのプレス委託先であるCDMパートナーズが破産申し立てにより倒産したため、それ以後の委託先については公表されていない。
2007年7月1日、日本レコード協会に正会員として入会した。これにより、メジャーレーベルの一つとなった。
2016年1月29日、ソニー・ミュージックマーケティングに営業・流通業務を全面委託することを吉本興業が発表した。
2016年3月1日、株式会社よしもとアール・アンド・シーが株式会社よしもとクリエイティブ・エージェンシー（現：吉本興業）に吸収合併され解散。同日、同名（株式会社よしもとアール・アンド・シー）の新法人を設立する。
2017年10月1日付で社名を「株式会社よしもとミュージックエンタテインメント（YOSHIMOTO MUSIC ENTERTAINMENT Co., Ltd.）」に変更。
2019年4月1日、営業・流通業務の委託先がソニー・ミュージックソリューションズに変更。
2019年4月、社名を「株式会社よしもとミュージック（YOSHIMOTO MUSIC CO.,LTD.）」に変更。
2021年10月1日、一部商品を除く当社発売の芸人・音楽アーティストのCD・DVDのセル・レンタル商品の販売・営業・流通業務の委託先をソニー・ミュージックソリューションズから、ユニバーサル ミュージック合同会社に変更。同日以降は一部の作品に限りソニー・ミュージックソリューションズが引き続き担当する。

## レーベル

### 現在存在するレーベル
社名を冠したメインレーベル（R and C → よしもとアール・アンド・シー → よしもとミュージックエンタテインメント → よしもとミュージック）の他に、以下のものが存在している。
- laugh out loud! records
  - NMB48のレーベル。
- SLENDERIE RECORD
  - 藤井隆がレーベルヘッドのレーベル。2014年9月18日の記者会見で設立を発表[10]。レーベルを細く長く続けていくことを目指し、「SLENDERIE」と命名された。
- YM・craft
  - 2020年5月、東京・渋谷のレーベル合同会社と共にクリエイティブ活動を支援するための新レーベル『YM・craft』を立ち上げた[11]。音楽の街、渋谷にあるシェアスペースのLaugh Outを拠点とし、渋谷独自のカルチャーを継承・発掘するために渋谷区観光協会とも連携。
- LAPONEエンタテインメント
  - JO1とINIのレーベル。CJ ENMとの合弁で、韓国における販売元でもある。

### 過去存在したレーベル
- Dear.
- Fear.
- Your.
- gaball screen
  - GABALLやTM NETWORKなどの小室哲哉プロデュースアーティストが所属。レーベル名は、1988年発売のTM NETWORKによるメディアミックス作品『CAROL 〜A DAY IN A GIRL'S LIFE 1991〜』に登場する謎の音楽グループ「ガボール・スクリーン」（Gaball Screen）を引用。1996年発売の小室プロデュースによるPlayStation用ソフト『ガボールスクリーン』（gaball screen）に次ぐ名称使用となった。
- ネギヤキ（規格品番：NYCI-）
- スキヤキ（規格品番：SYCI-）
- YM3D（規格品番：YRCS-）
- YOSHIMOTO WORKS
  - 吉本興業所属お笑い芸人のDVDレーベル

これら会社発足初期のレーベルは、その後メインレーベルに統一された。

## 所属アーティスト

### 五十音順
- 中孝介（2019年〜）
- 伊礼彼方（2019年〜）
- 古謝美佐子（2019年〜）
- 鈴木京香（2019年〜）
- すわじゅんこ（2019年〜）
- 仙堂花歩（2018年〜）
- ソンジェ from 超新星（2016年〜）
- ソンモ from 超新星（2015年〜）
- チョ・ジョンミン（2018年〜）
- つぼみ大革命（2010年〜）
- 間慎太郎（2005年〜）
- マシコタツロウ（2018年〜）
- ミサンガ（2018年〜）
- 水木ケイ（2009年〜2013年）
- 水越結花（2018年〜）
- 水谷千重子（2012年〜）
- 宮沢和史（2015年〜）
- ユナク from 超新星（2016年〜）
  - ユナク&ソンジェ from 超新星（2017年〜）

### A-Z
- fumika（2013年〜）
- INI（2021年〜） - LAPONEエンタテインメント
- jealkb（2007年〜）
- JO1（2020年〜） - LAPONEエンタテインメント
- NMB48（2011年〜）
- OKUNI&NIKKI from KEREN（2019年〜）
- ORESKABAND（2018年〜）
- RADIO FISH（2015年〜2020年）
- Re:inA（2019年〜）
- Re:Complex（2018年〜）
- Rocket Punch（2021年〜）
- RYOEI（2009年〜）
- Sing Sing Rabbit（2019年〜）
- TANAKA ALICE（2019年〜）
- YU-A（2009年〜）

### お笑い関係
ほとんどは期間限定ユニットまたは単発のリリース。
- アイロンヘッド（2018年）
- 秋山竜次（2015年）
- アップダウン（2005年〜2006年）
  - 竹森巧（2017年）
- 甘栗カンパニー（2017年〜）
- ありんくりんクリス（2019年）
- 板尾創路（2008年）
  - 板尾こうせつ（2010年）
- 板倉俊之（2006年）
- 芋洗坂係長（2010年）
- 鶯谷フィルハーモニー（2013年、2019年）
- 生まれたーズ（2017年）
- エグスプロージョン（2017年）
- EspressoBoys（2017年）
- エド・はるみ（2008年）
- 遠藤章造（2015年）
- 大島美幸（2006年）
- 大木こだまひびき（2006年）
  - 大木こだま（2008年）
- 大村ジーニアス（2017年）
- オール巨人（2011年〜）
- オリエンタルラジオ
  - 相田翔子 feat. オリエンタルラジオ（2017年）
- ガレッジセール（2001年）
  - ゴリセクシー（2019年）
- THE 川原（2017年）
- 如月マロン(ジェラードン)（2018年）
- きりん（2006年）
- キングコング梶原（2005年）
- けんじる（2017年）
- ゴーストバスターズ・ジャパン（2016年）
- GO☆TO（2012年）
- こやぶかずとよ（2008年）
- コミックシンガーズ（2017年）
- 佐久間一行（2018年〜）
- 笹谷晃平（2017年）
- ♡さゆり（2016年）
- JK（次長課長）（2006年）
- GB（2004年〜2005年）
- シマッシュレコード（2017年）
- JUNK∞TION（2018年）
- Sausage Butterfly Pasta Festa（2005年）
- SALTY's（2016年〜）
- THE だいじょぶズ（2018年〜）
- 大平サブロー（2016年）
- ダウンタウン
  - 浜田雅功と槇原敬之（2004年）
- タケト（2017年）
- ダブルウィッシュ（2018年）
- チョコレートプラネット（2023年）
- 椿鬼奴（2018年〜）
- ディラン&キャサリン（2007年）
  - なだぎ武・友近（2004年、2010年）
- DJ DEKKA(デッカチャン)（2017年）
- トレンディエンジェル（2016年）
- 中川家（2019年）
  - 玉緒 & 中川家（2006年）
- Na$Ka（2018年）
- ななまがり（2017年）
- NALU-SEE☆（2017年〜）
- 難波兄弟（2005年）
- 西村ヒロチョ（2017年）
- 2700（2012年）
- にけつッ!!（千原ジュニア&ケンドーコバヤシ）（2009年）
- 2丁拳銃（2004年〜2007年）
- ニューヨーク（2017年）
- 野田クリスタル（マヂカルラブリー）（2018年）
- NON STYLE（2007年）
- 博多華丸&須黒清華（2017年）
- 8.6秒バズーカー（2017年〜）
- バブル青田（2006年）
- ハリセンボン（2007年）
- パンクブーブー（2012年）
- はんにゃ、フルーツポンチ（2010年）
- ビッグポルノ（2010年〜2014年）
- 日谷ヒロノリ（2019年）
- 平川幸男（2011年）
- 5uppers（2012年）
- 藤井隆（2004年〜）
- 藤崎マーケット（2008年）
- 藤森慎吾とあやまんJAPAN（2011年）
- プチドル隊（2002年）
- ブロードキャスト!!（2017年）
- Berry Better!!（2018年）
- ヘンダーソン（2016年）
- ボケモン5 (2002年)
- THEポッシボー with 音の素（藤井隆&椿鬼奴）（2010年）
- ぼんちおさむ（2006年）
- まきたんとかんぺいたん（2012年）
- ミステリーウーマン（2015年）
- みどりくん 。(レインボー池田)（2019年）
- 見取り図 盛山（2018年）
- 宮川大助（2003年）
- ムカサキ（2018年）
- 村上ショージ（2016年）
- 歌合戦 ～桃太郎電鉄20周年記念アルバム～（2008年）
  - ケンドーコバヤシ
  - 陣内智則
  - テツandトモ
  - 安田大サーカス
  - 若槻千夏
- モジャモジャルジャル（2016年）
- 森三中（2009年）
  - 黒沢かずこ（2018年）
- 山口智充（2009年〜）
- 山田花子（2012年）
- ラニーノーズ（2017年〜）
- L.A.F.U.（2011年）
- レイザーラモンRG（2013年、2018年）
- レイザーラモンHG（2006年）
- 紫SHIKIBU（2009年）
- Y.S.Pオールスターズ（2002年）
- ゆりやんレトリィバァ（2017年）
- 吉本新喜劇オールスターズ（2006年、2009年）
- 吉本新喜劇ィズ（2017年）
- よしもと☆大阪好っきゃねんず（2008年）
- Like a Record round! round! round!（2011年〜2014年）

### 過去の所属アーティスト

#### あ～た行
- R9（2002年）
- あやまんJAPAN（2010年〜2011年）
- AKI (彰)（2002年）
- as（2005年〜2006年）
- 浅田信一（2005年）
- ALLY&DIAZ（2013年）
- アルケミスト（2007年〜2008年）
- alma（2009年〜2011年11月解散）
- 市川喜康（2004年）
- いもうと（2004年〜2009年10月活動終了）
- The Whey-hey-hey Brothers（2007年）
- UME。（2007年）
- ULTRAS（2002年〜2014年）
- Amy-N-Ryoo（2003年〜2005年）
- 大西ユカリと新世界（2005年）
- 奥村兄弟（2011年）
- 小畑由香里（2002年〜2003年）
- 音速ライン（2010年〜2013年）
- 勝又亜依子（2002年〜2003年）
- GABALL（2001年〜2003年）
- 神山さやか（2002年）
- GALETTe*（2015年）
- 川村結花（2005年）
- KIDS（2012年〜2014年）
- 木下航志（2005年〜2008年）
- 巨乳まんだら王国（2004年）
- Goose Bumps（2004年〜2005年）（活動休止）
- 空中分解（2008年）
- 具志堅ファミリー（2013年）
- Clownfish（2007年〜2008年）
- class（2008年〜2009年に活動停止）
- 桑名正博（2005年）
- キンヤ（2005年〜2012年）
- Gun Woo（コヌ）（2016年〜）
- koma'n（2014年〜2016年）
- 近藤夏子（2014年）
- 才谷ゆきこ（2001年）
- Sider（2005年）
- サカノウエヨースケ（2004年）
- ザマギ（2004年〜2005年）
- 椎名純平（2006年）
- しらほしなつみ（2014年）
- SUPER LiBLAZE&HAPPY BEAT（2012年）
- ZUKAN（2008年〜2009年）
- THE★SCANTY（2003年）
- THE STRiPES（2005年）
- THE SPIN（2007年）
- 砂川恵理歌（2006年〜2011年）
- スルースキルズ（2015年〜2017年）
- 双音家（2008年）
- SOUL TIGER（2001年〜2002年）
- Song Riders（2009年）
- TAKA（2004年〜2006年）
- 竹仲絵里（2007年〜2012年）
- 竹原ピストル（2011年〜2012年）
- 玉木宏（2004年）（エイベックス → ユニバーサルミュージックに移籍）
- 2am（2004年）
- つばき（2005年〜2007年）
- 鶴（2006年）（インディーズ流通時に在籍）
- Day of the legend（2006年）
- TM NETWORK（2002年〜2008年）（2008年以降、当社での新譜リリースがないまま契約解除。2012年よりエイベックスに所属。）
  - 小室哲哉（2003年）（2007年契約解除。不祥事による活動休止を経て2010年よりエイベックスと専属契約）
  - 宇都宮隆（2002年〜2005年）（ソロ名義ではランティスへの移籍を経てキングレコードに移籍。別名義では他のレーベルからの発表もあり）
  - 木根尚登（2002年〜2012年）
- tink tink（2009年）
- デラ・センチメンタル（2006年）

#### な～わ行
- 永崎翔（2008年〜2009年）
- 長澤知之（2006年〜2007年）
- 中村善郎（2007年）
- ナナ・イロ（2006年〜2008年）
- 西野名菜（2009年事実上活動休止）
- 二千花（2007年〜2009年解散）
- The Naked（2006年）
- 野条しほ（2006年）
- Piper
- HOUND DOG（2002年〜2005年）
- buglife（2005年）
- 橋本環奈（2016年）
- 早見優（2018年）
- Vie Vie（2005年）
- PEALOUT（2004年〜2005年解散）
- ピストルバルブ（2007年〜2009年7月インペリアルレコードに移籍）
- ヒデオ銀次（2006年）
- FANCY（2008年）
- Female non Fiction（2002年）
- THE BOOM（2013年〜2014年解散）
- Fayray（2003年〜2009年）
- Foxxi misQ（2006年〜2010年活動休止）
- 福田舞（2006年）
- 藤原いくろう（2004年〜2005年）
- Bluck（2009年）
- BLACKMORE'S NIGHT（2006年〜2007年）
- PRODUCE 101 JAPAN（2019年）
- PRODUCE 101 JAPAN SEASON2（2021年）
- PENPALS（2003年〜2005年解散）
- ぽこた（2012年〜2016年）
- MAGIC POWER（2015年）
- mushroom（2001年〜2003年）
- マルガリマイク（2005年〜2008年解散）
- 丸山和也（2006年）
- MR.MR（2016年）
- 美月（2006年）
- ミライスカート（2015年〜2017年）
- 明和電機（2014年）
- Mess→Age Crew×韻牙ランドやらDJ TAMA（2007年）
- 山上兄弟（2005年）
- 山崎バニラ（2010年）
- 山本彩（2016年〜2018年）ユニバーサルミュージックに移籍
- 横山輝一（2003年）
- 吉田このみ（2011年）
- Ram Jam World（2001年〜2003年）
- RUN&GUN（2004年〜2006年）
- ラングセルモ（2008年）
- Richie Kotzen（2007年〜2009年）
- REVERSLOW（2005年〜2006年）
- LINK（2006年〜2008年11月に解散。2010年に復活）
- route0（2002年〜2003年）
- LONG SHOT PARTY（2007年デフスターレコーズに移籍後解散）
- MYNAME（2012年〜2016年）
- YGA（2008年〜2013年）
  - NUT（2011年）
- ROOT FIVE（2016年〜2017年）
- Rev. from DVL（2014年〜2017年）

### 番組企画
- 紳助の人間マンダラ
  - WEST SIDE（2001年〜2002年）
- 音楽戦士 MUSIC FIGHTER
  - キングコング梶原（2005年）
  - 西野亮廣とおかめシスターズ (2006年)
- はねるのトびら
  - 塚地武雅・堤下敦・梶原雄太（2005年）
  - スベルトンズ（2011年）
- 水10!ワンナイR&R
  - くず (2002年〜2006年)（解散）
  - 時給800円（2004年〜2006年）（解散）
  - 日給8000円（2004年）（解散）
  - Gorie（2004年〜2006年）
- クイズ!ヘキサゴンII
  - Pabo (2007年〜2010年)
  - アラジン（2008年）
  - 里田まい with 合田兄妹（里田まい with 合田家族）（2008年〜2009年）
  - 南明奈のスーパーマイルドセブン（2009年〜2010年）
  - 品川祐とスベラーズ/エアヴィジュアルバンド/スザンヌ×スザンぬ（2010年）
- 〜ジョーデキ!POP COMPANY〜POP屋
  - Peachy's（2008年）
- 地元応援バラエティ このへん!!トラベラー
  - ザ!!トラベラーズ（ザ!!トラベラーズplus）（2009年〜2010年）
- 人生が変わる1分間の深イイ話
  - 新選組リアン（2009年〜2011年）
- ウェルカムTV
  - rhythmic（2010年〜2011年）
- ピラメキーノ
- 紳助社長のプロデュース大作戦!
  - ビーチボーイズ（2011年）
- ピカルの定理
  - 白鳥美麗（2012年）
- 東野・岡村の旅猿 プライベートでごめんなさい…
  - 旅猿家族 COWCOW 善しファミリー（2014年）
  - 旅猿家族 STAFF 今瀧ファミリー（2014年）

## コンピレーションアルバム
| 発売日         | タイトル | 規格品番   |
| -------------- | --- | ---------- |
| 2002年05月29日 | AIDA 決めてくれー!                                                                                               | YRCN-36505 |
| 2002年08月28日 | 電撃バップ! ア・トリビュート・ラモーンズ                                                                         | YRCN-31505 |
| 2004年07月28日 | BUBBLEGUN now or never                                                                                           | YRCN-11033 |
| 2005年08月17日 | グラマラス | YRCI-71010 |
| 2005年11月30日 | GUITAR INST-de-METAL〜オヤジ魂〜                                                                                 | YRCN-11060 |
| 2006年02月22日 | YOSHIMOTRANCE | YRCN-10132 |
| 2006年03月22日 | スター★ヒットパレード 昭和の名曲アレンジベスト盤                                                                 | YRCN-11074 |
| 2006年07月05日 | TKプロジェクト ガチコラ                                                                                          | YRCN-11083 |
| 2007年03月21日 | ヨシモトランス2                                                                                                  | YRCN-10191 |
| 2007年11月07日 | KANAGAWA HOMIES vol.1                                                                                            | YRCI-95000 |
| 2008年01月16日 | pure voice 〜J-COVER〜                                                                                           | YRCN-95009 |
| 2008年03月26日 | 歌合戦 〜桃太郎電鉄20周年記念アルバム〜                                                                          | YRCN-95010 |
| 2008年04月23日 | YOSHIMOTRACK | YRCN-95005 |
| 2009年10月21日 | あらびき団フェス 〜歌ネタをCDにしちゃいました! Vol.1〜                                                           | YRCN-95135 |
| 2014年05月28日 | ヨシモト オールスターズ オーケストラ/オール ユー ニード イズ ラーフ conducted by ☆Taku Takahashi(m-flo,block.fm) | YRCN-95228 |
| 2014年05月28日 | YEAH♪♪ よしもと芸人歌唱楽曲の究極カヴァー&ベスト                                                                 | YRCN-95229 |

## 関連番組・作品
同社が音楽（主題歌および挿入歌）の関連ソフト制作や映像ソフト制作を担当している（いた）番組および作品
- ゾイドTX版シリーズ - テレビ東京系列
- ケロロ軍曹（3rdシーズン - 4thシーズン） - テレビ東京系列
- 芸能人口コミの店 えぇ処 - よみうりテレビ/日本テレビ系列
- アットホーム・ダッド - 関西テレビ/フジテレビ系列
- ジャンクSPORTS - フジテレビ系列
- 松本紳助 → 松紳 - 日本テレビ系列
- ダウンタウンのガキの使いやあらへんで!! - 日本テレビ系列[注釈 1]
- ノブナガ - CBCテレビ他
- 浜ちゃんと! - よみうりテレビ/日本テレビ系列
- ザ・ベストハウス123 - フジテレビ系列

同社提供番組
- カウス ミュージックトーク - ABCラジオ

## 映画製作・配給作品
- ドロップ
- ほしのふるまち